# Capela do Senhor dos Passos (Vigia)
A Capela do Senhor dos Passos (mais conhecida como a Igreja de Pedra ou Igreja do Bom Jesus) é um templo católico, construído pelos Jesuítas e indígenas em 1739, situado a beira do rio Guajará-mirim no município paraense de Vigia de Nazaré (estado brasileiro do Pará).
Em 2019, a Capela foi tombada como patrimônio histórico e artístico municipal.

## Arquitetura
Construída em pedras sobrepostas e sem reboco unidas com argila crua e cal. Conhecida, hoje, por ter guardado a imagem de Bom Jesus, venerado pelos frades Carmelitas.  Nessa época foi transferida para a igreja Madre de Deus a imagem do Bom Jesus, para que a Igreja de Pedras fosse concluída, mas com a expulsão dos jesuítas de Portugal e das províncias do Brasil, em 1759, por ordem do Marquês de Pombal, a construção da capela ficou inacabada e abandonada, sofrendo demolições e transformações. Na década de 30, um intendente local mandou demolir o que restava das paredes laterais e, com as pedras, mandou construir o cais de arrimo da cidade. A Igreja revela estrutura de pedras lavradas, peças de mármore e imagens antigas. A técnica construtiva é pedra com agregado de uma mistura de massa de argila crua e cal que era obtida de materiais tirados dos sambaquis, ou depósitos pré-históricos de conchas, comuns no litoral brasileiro.[carece de fontes?]